# Lempira megye
Lempira Honduras egyik megyéje. Az ország nyugati részén terül el. Székhelye Gracias. A korábban szintén Gracias néven ismert megye Honduras legrégebbi közigazgatási egységei közé tartozik.

## Földrajz
Az ország nyugati részén elterülő megye nyugaton Ocotepeque és Copán, északon Santa Bárbara, keleten Intibucá megyékkel, délen pedig Salvadorral határos. Copán és Ocotepeque megyével alkotott hármashatárán található a Celaque Nemzeti Park, amin belül Lempira megye területén emelkedik Honduras legmagasabb csúcsa, a 2800 méteres magasságot is meghaladó Cerro Las Minas (más néven Pico Celaque), amelynek magasságáról különböző forrásokban különböző adatok olvashatók.

## Népesség
Ahogy egész Hondurasban, a népesség növekedése Lempira megyében is gyors. A változásokat szemlélteti az alábbi táblázat:
| Év             | Lakosság |
| -------------- | -------- |
| 1988           | 183 855  |
| 2001           | 250 067  |
| 2010 (becsült) | 315 565  |